# Kühbach (Gemeinde Lichtenegg)
Kühbach ist eine Ortschaft in der Gemeinde Lichtenegg in Niederösterreich.
Die  Streusiedlung mit einer Seehöhe von 720 m ü. A. befindet sich etwa drei Kilometer südöstlich von Lichtenegg auf einem Bergrücken und ist zu erreichen über die Landesstraße 176, die von Lichtenegg nach Gehring führt.

## Geschichte
Die Häuser des Ortes waren früher mit den umliegenden Siedlungen als Amt Lichtenegg zusammengefasst. Die Herrschaft Kirchschlag und die Herrschaft des Stifts Neukloster verfügten hier über behauste Untertanen und Grundholde. Laut Adressbuch von Österreich waren im Jahr 1938 in Kühbach ein Wagner und einige Landwirte ansässig.